# Мыльников, Сергей Александрович

Автограф

Серге́й Алекса́ндрович Мы́льников (6 октября 1958, Челябинск — 20 июня 2017, Москва) — советский и российский хоккеист, вратарь. Заслуженный мастер спорта СССР (1986). Мастер спорта СССР международного класса.

## Биография
Родился 6 октября 1958 года в Челябинске в рабочей семье — отец и мать работали в литейном цехе Челябинского тракторного завода.
С 7-ми лет занимался в хоккейной школе на стадионе ЧТЗ, в 8 лет встал в хоккейные ворота. Воспитанник местного «Трактора». Тренер ― П. В. Дубровин. Выпускник УралГУФК.
В 1976 году дебютировал в чемпионате СССР за «Трактор». В первом же сезоне в составе челябинцев стал бронзовым призёром чемпионата СССР.
В 1980 году призван в армию, два года выступал за ленинградский СКА. С 1983 года снова играл за «Трактор».
В 1988 году был включён в символическую сборную хоккеистов чемпионата СССР.
В сезоне 1989/1990 стал первым советским вратарём в НХЛ — выступал за клуб «Квебек Нордикс». Однако проявить себя в НХЛ не удалось — провёл всего 10 матчей (1 победа, 2 ничьих и 7 поражений). Поскольку у Мыльникова был годовой контракт, то задерживаться в команде он не стал.
Вернувшись на родину, сезон провёл за «Трактор». С середины 1991 года выступал за «Торпедо» (Ярославль), куда его пригласил один из тренеров команды, выходец из Челябинска — Валерий Александрович Киселёв. В «Торпедо» отыграл 2 года, за этот же период полгода играл в Венгрии.
Заканчивал карьеру в 1993—1995 годах в клубе второго дивизиона Швеции «Сэтерс».
Чемпион мира среди молодёжи 1977 и 1978 годов. За сборную СССР на чемпионатах мира, Европы и зимних Олимпийских играх сыграл 19 матчей.
Олимпийский чемпион 1988 года.
3-кратный чемпион мира: 1986, 1989 (лучший голкипер по статистике) и 1990; серебряный призёр 1987; бронзовый призёр 1985.
4-кратный чемпион Европы 1985, 1986, 1987, 1989.
Главный тренер «Сэтерса» (Швеция) в 1995—1997 гг.
Тренер «Лады» (Тольятти) в 1997—1998 гг.
Главный тренер «Крыльев Советов-2» (Москва) в 1998—1999 гг.
Тренер «Северстали» (Череповец) в 1999—2001 гг.
Директор СДЮШОР «Крылья Советов» (Москва) в 2001—2003 гг.
Тренер «Витязя» (Чехов) в 2004—2005 гг.
Тренер «Витязя-2» (Чехов) в 2005 г.
Тренер «Витязя» (Чехов) в 2005—2006 гг.
Тренер «Крыльев Советов» (Москва) в 2007—2008 гг.
Тренер «Автомобилиста» (Екатеринбург) в 2011 г.
В последние годы жизни выступал за ветеранский хоккейный клуб «Легенды хоккея СССР», являлся членом Правления и куратором конференции «Урал» Ночной хоккейной лиги, ведя деятельность по развитию любительского хоккея.
Награждён орденом «Знак Почёта» (1988).
Умер 20 июня 2017 года в Москве. Незадолго до смерти перенёс операцию на сердце. Похоронен на Троекуровском кладбище.

### Семья
Жена Ирина, сыновья Дмитрий и Сергей — также вратари.

## Статистика
| Трактор        | Чемпионат СССР      | 76/77 | 2  | 1.00 |   |      |
| Сборная СССР   | ЧММ                 | 77    | 2  | 3.00 |   |      |
| Трактор        | Чемпионат СССР      | 77/78 | 22 | 3.22 |   |      |
| Сборная СССР   | ЧММ                 | 78    | 3  | 1.63 |   |      |
| Трактор        | Чемпионат СССР      | 78/79 | 32 | 2.90 |   |      |
| Трактор        | Чемпионат СССР      | 79/80 | 17 | 3.40 |   |      |
| СКА            | Чемпионат СССР      | 80/81 | 40 | 3.90 |   |      |
| СКА            | Чемпионат СССР      | 81/82 | 42 | 3.42 |   |      |
| Трактор        | Чемпионат СССР      | 82/83 | 37 | 3.80 |   |      |
| Трактор        | Чемпионат СССР      | 83/84 | 37 | 2.51 |   |      |
| Трактор        | Чемпионат СССР      | 84/85 | 28 | 3.26 |   |      |
| Сборная СССР   | ЧМ                  | 85    | 1  | 9.00 |   |      |
| Трактор        | Чемпионат СССР      | 85/86 | 37 | 2.70 |   |      |
| Сборная СССР   | ЧМ                  | 86    | 3  | 1.33 |   |      |
| Трактор        | Чемпионат СССР      | 86/87 | 36 | 3.00 |   |      |
| Сборная СССР   | ЧМ                  | 87    | 0  | 0    |   |      |
| Сборная СССР   | Кубок Канады        | 87    | 6  | 2.96 |   |      |
| Трактор        | Чемпионат СССР      | 87/88 | 28 | 2.65 |   |      |
| Сборная СССР   | ОИ                  | 88    | 8  | 1.62 |   |      |
| Трактор        | Чемпионат СССР      | 88/89 | 33 | 2.58 |   |      |
| Сборная СССР   | ЧМ                  | 89    | 7  | 1.57 |   |      |
| Квебек Нордикс | NHL                 | 89/90 | 10 | 4.96 |   |      |
| Сборная СССР   | ЧМ                  | 90    | 5  | 1.72 |   |      |
| Трактор        | Чемпионат СССР      | 90/91 | 23 | 2.61 |   |      |
| Торпедо (Яр)   | Чемпионат СССР/СНГ  | 91/92 | 23 | 3.55 |   |      |
| Торпедо (Яр)   | МХЛ                 | 92/93 | 23 | 2.66 | 2 | 4.00 |
| Сэтерс         | Division 2 (Швеция) | 93/94 | 29 |      |   |      |
| Сэтерс         | Division 2 (Швеция) | 94/95 | 10 |      |   |      |